# ホセ・カルバーリョ
ホセ・カルバーリョ(José Aurelio Carvallo Alonso，1986年3月1日 - )は、ペルー・リマ出身のサッカー選手。ウニベルシダ・テクニカ・デ・カハマルカ所属。ポジションはゴールキーパー。

## 経歴

### クラブ
12歳の時に、ウニベルシタリオ・デポルテスのユースチームに加入した。2003年17歳の時に、Atlético Universidad戦でデビューした。2006年には、コパ・リベルタドーレス4試合、コパ・スダメリカーナ2試合に出場した。ウニベルシタリオ・デポルテスではリーグ戦94試合に出場した。
2008年、D.C.ユナイテッドにレンタル移籍した。移籍するためにアメリカの永住権を取得した。2008年4月12日、レアル・ソルトレイク戦で移籍後初出場したが、4失点を喫した。2008年6月に退団。
2008年6月、スポルティング・クリスタルにレンタル移籍した。12月に2年契約で完全移籍した。
2011年1月、FBCメルガルに移籍した。

### 代表
各年代のペルー代表でプレーした。2007年9月、ボリビア戦でフル代表デビューを果たした。
2018 FIFAワールドカップに出場するペルー代表の本大会メンバーに選ばれた。

## 代表歴

### 出場大会
- ペルー代表
  - 2018 FIFAワールドカップ

### 試合数
- 国際Aマッチ 8試合 0得点（2007年-2022年）[4]

| ペルー代表 | 国際Aマッチ | 国際Aマッチ |
| 年         | 出場        | 得点        |
| ---------- | ----------- | ----------- |
| 2007       | 1           | 0           |
| 2008       | 0           | 0           |
| 2009       | 0           | 0           |
| 2010       | 0           | 0           |
| 2011       | 0           | 0           |
| 2012       | 1           | 0           |
| 2013       | 2           | 0           |
| 2014       | 0           | 0           |
| 2015       | 0           | 0           |
| 2016       | 0           | 0           |
| 2017       | 1           | 0           |
| 2018       | 2           | 0           |
| 2019       | 0           | 0           |
| 2020       | 0           | 0           |
| 2021       | 0           | 0           |
| 2022       | 1           | 0           |
| 通算       | 8           | 0           |

## タイトル
ウニベルシタリオ・デポルテス
- プリメーラ・ディビシオン：2回 (2013, 2023)